# كيفن بارون (صحفي)
كيفن بارون (بالإنجليزية: Kevin Baron)‏ هو صحفي أمريكي، ولد في 1975.